# Vincent Mancini
Vincent Mancini is een personage uit The Godfather Part III, een Amerikaanse speelfilm uit 1990.
Mancini is de buitenechtelijke zoon van Sonny Corleone en Lucy Mancini. Hij is verwekt tijdens The Godfather toen Lucy de minnares was van Sonny. 

## De nieuwe Don
In The Godfather Part III verschijnt Mancini wel op het toneel. Hij werkt zich op tot de persoonlijke lijfwacht van Michael Corleone en begint een relatie met diens dochter Mary Corleone (zijn eigen nicht). Michael verbiedt dit en Vincent beëindigt de relatie, tot groot verdriet van Mary. Aan het einde van het derde deel van The Godfather wordt Vincent de nieuwe Don. Zijn naam wordt dan Don Vincenzo Corleone.
Mancini wordt in de film vertolkt door Andy García. Dit leverde hem een Oscarnominatie op voor de beste mannelijke bijrol.